# SKF

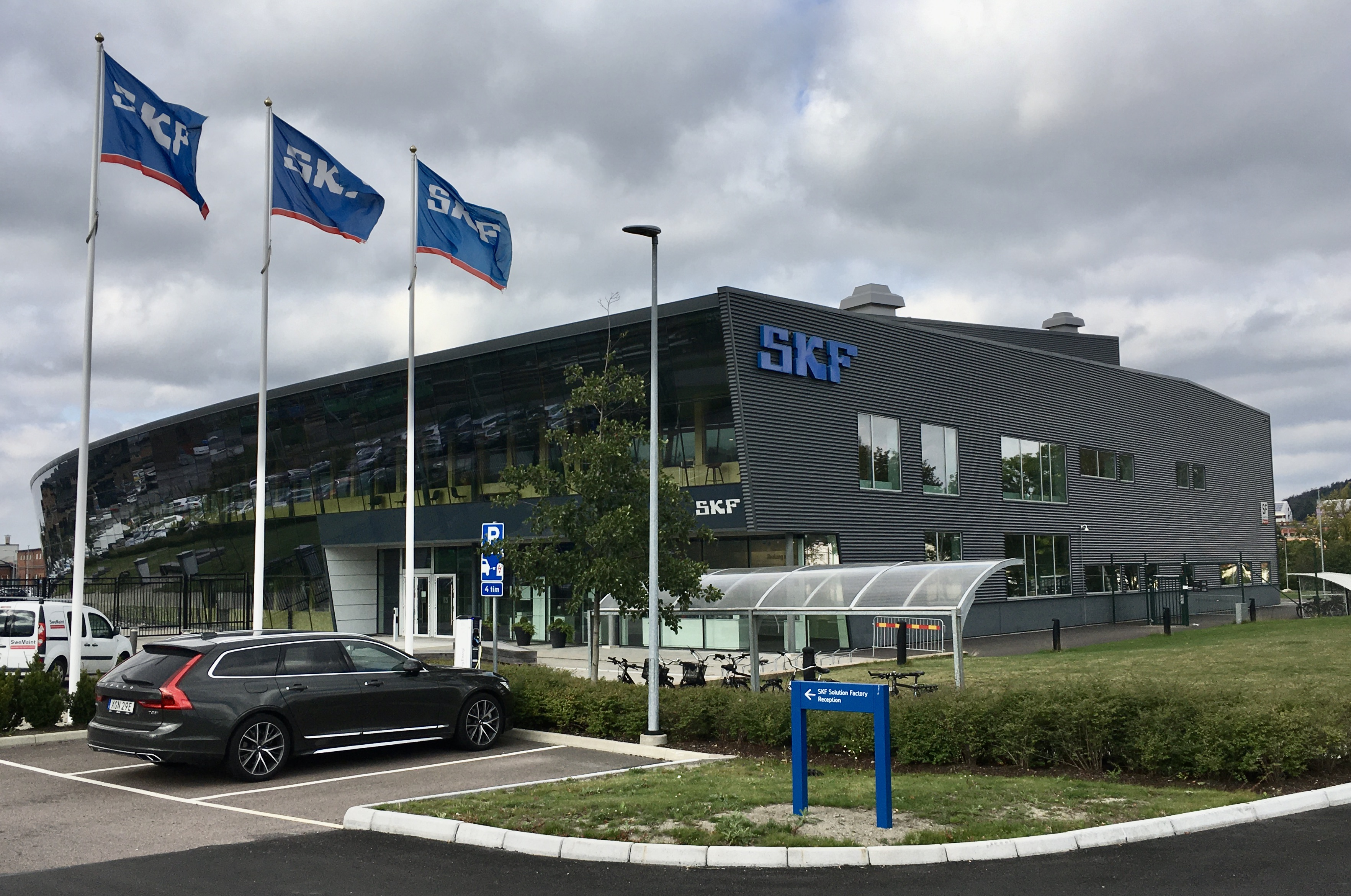
Oficinas centrales de SKF en Gotemburgo, Suecia.

El Grupo SKF, registrado como AB SKF, es una empresa multinacional sueca fundada en 1907, con sede en Gotenburgo, Suecia, con 43 360 empleados, dedicada al diseño y fabricación de rodamientos, sellos, sistemas de lubricación, productos y sistemas para mantenimiento, productos mecatrónicos, y de transmisión de potencia, entre otros servicios. SKF es una de las mayores empresas suecas, formando parte en la Bolsa de Estocolmo de su índice bursátil OMX-30 / Nasdaq Nordic, y según Forbes se encuentra entre las mayores compañías a nivel global. La compañía es uno de los mayores fabricantes de rodamientos del mundo, y cuenta con 108 centros de fabricación, y presencia comercial en 130 países. El fabricante de automóviles Volvo, el otro gran empleador en la ciudad de Gotemburgo, fue inicialmente una subsidiaria propiedad del Grupo SKF, hasta que en 1935 se desprendió de ella. De hecho, en latín, "Volvo" significa "Yo ruedo", cuya connotación se creó por la dedicación del grupo a la fabricación de rodamientos.

## Historia
La empresa fue fundada en 1907 por Axel Carlander y Sven Wingquist, sobre la base de su patente sueca N.º 25406, de un rodamiento a bolilla radial de múltiples hileras auto-alineado. La patente le fue otorgada el 6 de junio en Suecia, siendo coincidente con patentes en otros 10 países. El nuevo rodamiento a bolilla tuvo gran éxito desde sus comienzos. Ya hacia 1910, la empresa contaba con 325 empleados y una subsidiaria en el Reino Unido. Posteriormente se establecieron fábricas en otros países.
Para 1912, SKF tenía representaciones en 32 países y para 1930, sumaba más de 21 000 empleados en 12 fábricas localizadas por el mundo. Assar Gabrielsson, Gerente de Ventas de SKF y Björn Prytz, director general de SKF, fundaron Volvo AB en 1926. Inicialmente, la empresa funcionaba como una compañía de automóviles subsidiaria dentro del grupo SKF. SKF financió la producción de los primeros 1000 vehículos, que se fabricaron en Hisingen, Gotemburgo, a comienzos de 1927. Entre 1937 y 1955, el ingeniero Arvid Palmgren, que había inventado el rodamiento de rodadura esférica, se hizo cargo del departamento técnico de la compañía.
SKF utilizó una de las marcas de la empresa: AB Volvo, que proviene de la expresión en latín "Yo ruedo", con su connotación obvia a rodamientos en movimiento. SKF retuvo la propiedad de Volvo hasta 1935 cuando se desprendió de las últimas acciones. 
En la década de 1970 SKF se lanzó a un plan masivo de racionalización de la producción en Europa. Se comenzó a implementar un proyecto visionario denominado, "Concepto de Producción para la década de 1980"  su objetivo era que los turnos de trabajo nocturnos se pudieran llevar a cabo prácticamente sin necesidad de trabajadores. Para aumentar la productividad y resguardar la calidad del producto, era necesario contar con un flujo automático continuo de anillos de rodamientos. Esta es la razón que llevó al desarrollo de Flexlink; un sistema de cinta plástica multipróposito de transporte. La empresa mantuvo sus derechos sobre FlexLink hasta 1997.

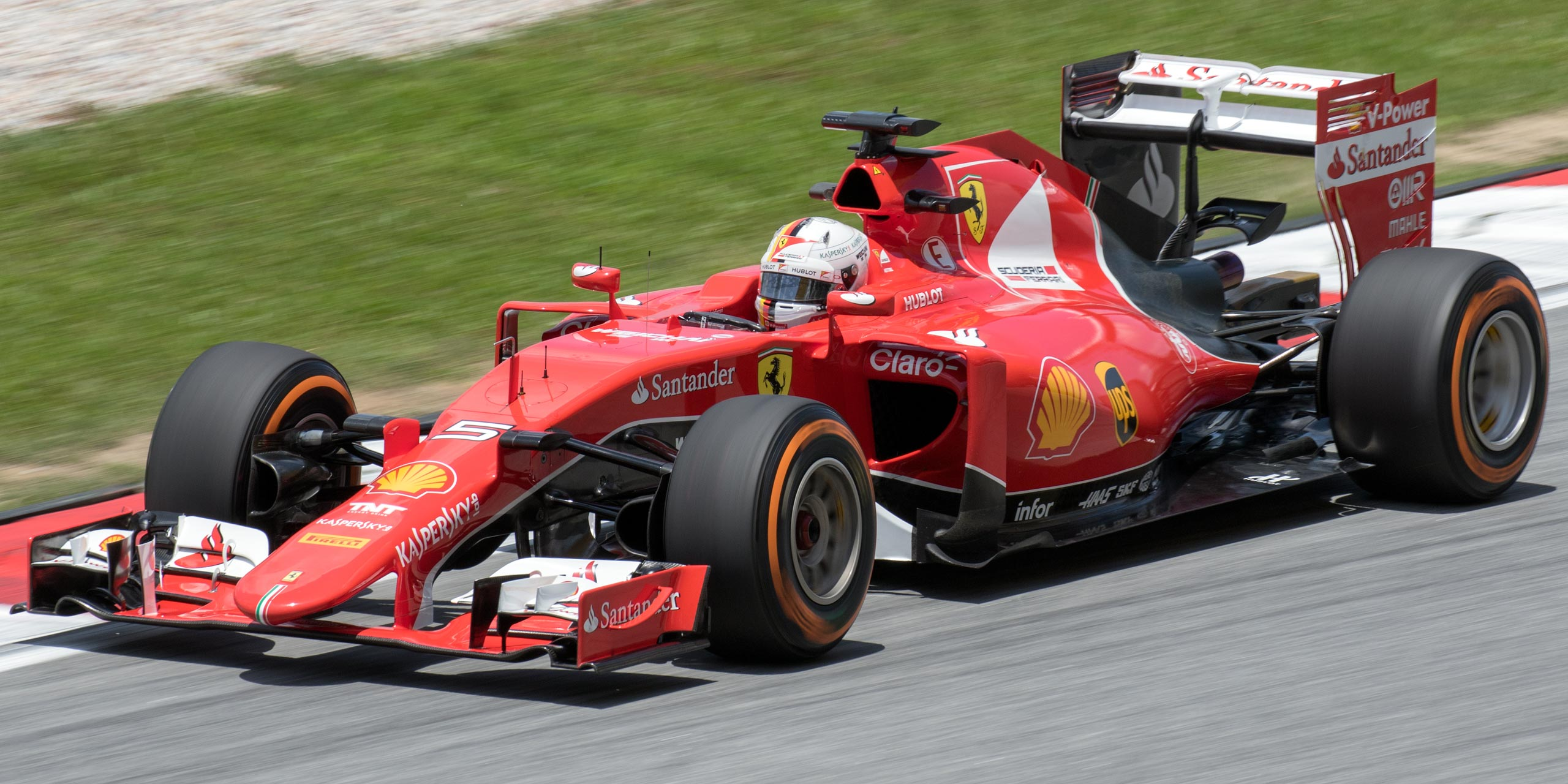
Sebastial Vettel en el campeonato de Malasia en 2015, conduciendo el Fórmula 1 de la Escudería Ferrari, del cual SKF es proveedor oficial.

## Rankings
Según Forbes, el Grupo SKF se posiciona en los siguientes rankings: 
- Mayores Empleadores Globales en 2020: posición 308.
- Mayores Empresas Globales en 2020: posición 1476.
- Compañías más Premiadas en 2018: posición 177.
- Compañías Globales con Mayor Rendimiento en 2017: posición 38.

## Mercados de aplicación

SKF rodamientos de bolilla auto-guiados.

Los productos de SKF se utilizan hoy en día en una gran variedad de industrias, destacando entre ellas la industria, motores de aviación, turbinas eólicas, vehículos de transporte, helicópteros, competición en el mundo del motor, construcción y agricultura. 
- Industria aeroespacial.
- Agricultura.
- Vehículos y camiones ligeros.
- Construcción.
- Alimentos y bebidas.
- Maquinaria.
- Máquinas herramienta.
- Industria naval.
- Manipulación de materiales.
- Industria metalúrgica.
- Minería, procesamiento de minerales y cemento.
- Energía oceánica.
- Petróleo y gas.
- Industria papelera.
- Ferrocarriles.
- Camiones, remolques y autobuses.
- Vehículos de dos y tres ruedas.
- Energía eólica.

## La Marca "SKF" y Patrocinios
El nombre "SKF" proviene de Svenska Kullagerfabriken, que en sueco significa fábrica de rodamientos de bola sueca.
SKF es Proveedor Oficial de la Escudería Ferrari, la división deportiva de Ferrari para la Fórmula 1, y ha sido su socio tecnológico desde 1947.

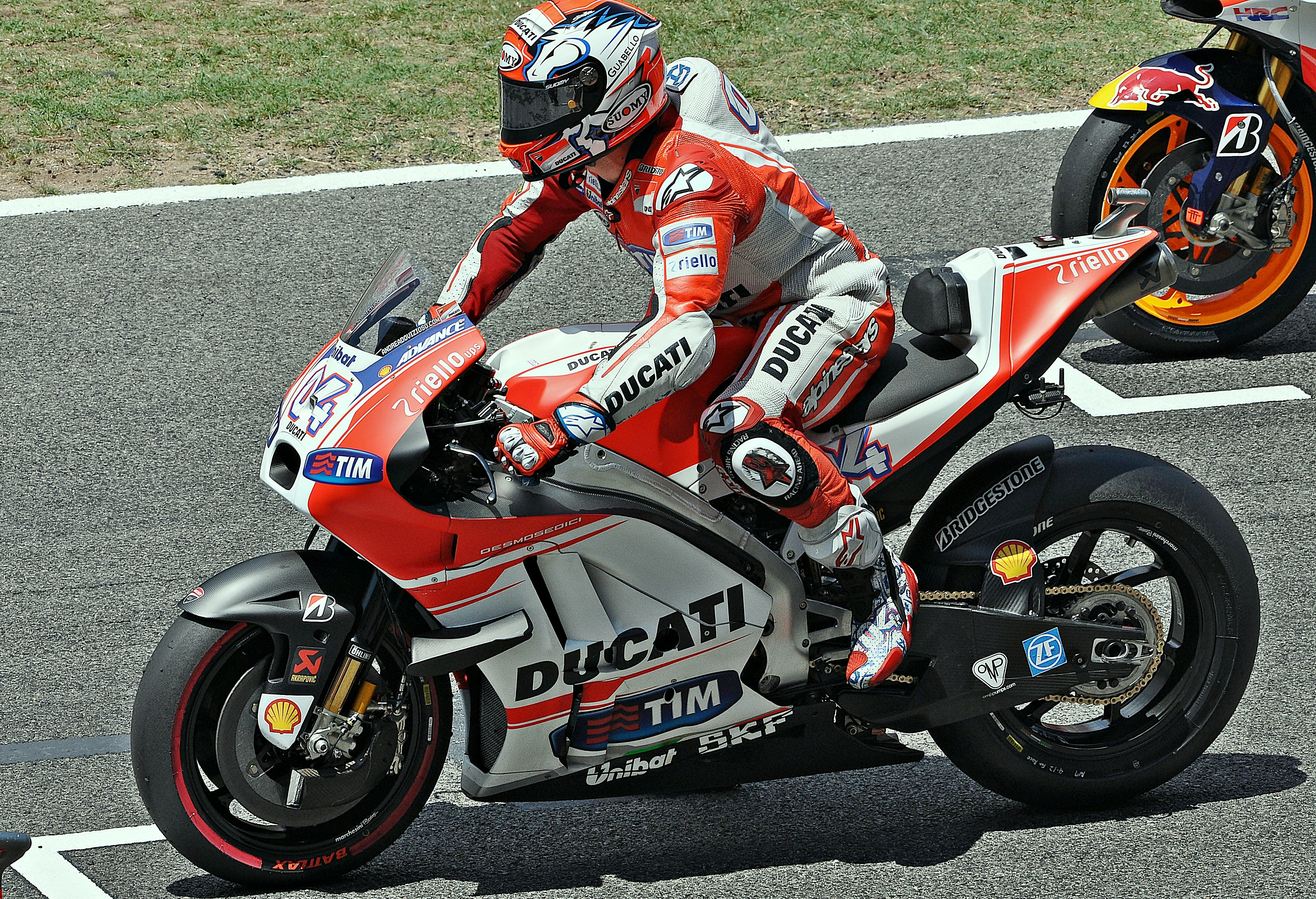
Andrea Dovizioso conduciendo la Ducati de MotoGP, del cual SKF es proveedor oficial.

Además, SKF también es patrocinador del Equipo Ducati Corse de MotoGP, al cual suministra rodamientos rígidos de bolas y de bolas de contacto angular, cilíndricos, a rótula y de agujas, unidades de rodamientos para cubos de rueda y aros interiores.
SKF también es el Patrocinador Principal del Gothia Cup, el torneo de fútbol juvenil más grande del mundo. Este se celebra anualmente en Gotemburgo, Suecia, y en su última edición participaron un total de 35 200 jugadores pertenecientes a 1576 equipos de 72 naciones diferentes.
También en el ámbito del deporte, el Grupo SKF es Patrocinador Oficial de la Federación Francesa de Ciclismo.
Recientemente SKF se ha transformado en proveedor oficial de Pagani Automobili. 

## SKF en España
SKF Española se constitute en 1970 mediante la fusión de cuatro empresas propiedad del Instituto Nacional de Industria, del Banco Urquijo y del propio Grupo SKF, aunque desde 1985 pertenece en su totalidad al Grupo SKF. En 2019, el grupo en España alcanzó una cifra de negocio de aproximadamente 214 millones de euros. En España cuenta con más de 390 empleados y a una red de distribución de más de un centenar de puntos de venta en todo el país, así como oficinas en Alcobendas, Barcelona, Vizcaya, Asturias, Pontevedra, Guipúzcoa, Sevilla y Valencia, y centros de producción en Alcobendas (Madrid), Tudela (Navarra).